# Croatian Juniors 2011
Das Croatian Juniors 2011 fand als bedeutendstes internationales Nachwuchsturnier von Kroatien im Badminton vom 7. bis zum 8. Oktober 2011 in Poreč statt.

## Sieger und Platzierte
| Disziplin    | Gold                        | Silber                            | Bronze                             |
| ------------ | --------------------------- | --------------------------------- | ---------------------------------- |
| Herreneinzel | Urban Turk                  | Gergely Krausz                    | Dominik Stipsits                   |
| Herreneinzel | Urban Turk                  | Gergely Krausz                    | Jaromír Janáček                    |
| Dameneinzel  | Lucie Černá                 | Anastasia Nesterova               | Daniella Gonda                     |
| Dameneinzel  | Lucie Černá                 | Anastasia Nesterova               | Julia Ahlstrand                    |
| Herrendoppel | Mitja Šemrov Urban Turk     | Jaromír Janáček Matěj Šváb        | Alexandr Zinchenko Andrey Dolotov  |
| Herrendoppel | Mitja Šemrov Urban Turk     | Jaromír Janáček Matěj Šváb        | József Mester Gergely Krausz       |
| Damendoppel  | Meike Behrens Lucija Vlah   | Nathalie Ziesig Anna Demmelmayer  | Lucie Černá Vanda Hajdinák         |
| Damendoppel  | Meike Behrens Lucija Vlah   | Nathalie Ziesig Anna Demmelmayer  | Yana Kalamzina Anastasia Nesterova |
| Mixed        | Jaromír Janáček Lucie Černá | Dmitrii Riabov Barbara Bellenberg | Gergely Krausz Daniella Gonda      |
| Mixed        | Jaromír Janáček Lucie Černá | Dmitrii Riabov Barbara Bellenberg | Urban Turk Urša Arih               |